# (5401) Minamioda
(5401) Minamioda est un astéroïde de la ceinture principale.

## Description
(5401) Minamioda est un astéroïde de la ceinture principale. Il fut découvert le 6 mars 1989 à Minami-Oda par Toshiro Nomura et Koyo Kawanishi. Il présente une orbite caractérisée par un demi-grand axe de 2,80 UA, une excentricité de 0,15 et une inclinaison de 10,1° par rapport à l'écliptique.

## Compléments